# Углеродная планета

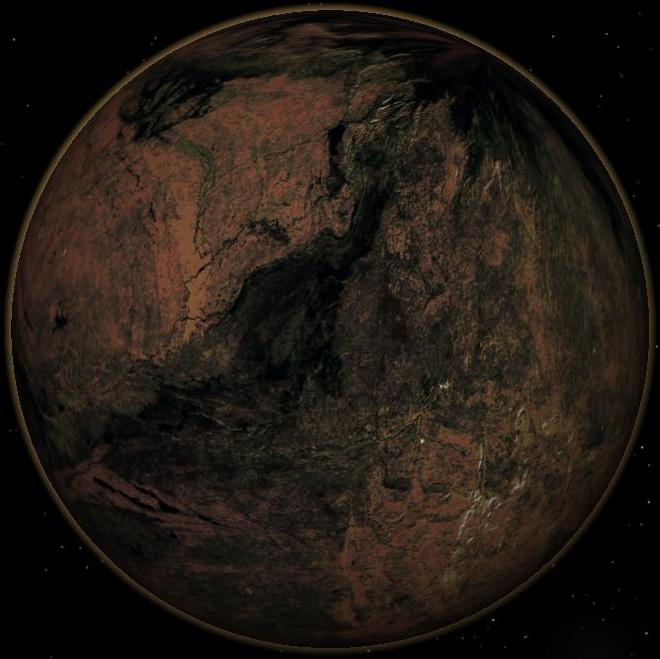
Художественное изображение углеродной планеты. Цвет планеты тёмный и красноватый вследствие наличия углеводородов.

Углеродная планета — теоретическая разновидность экзопланет земного типа, которая была предсказана американским астрофизиком Марком Кюхнером. Условием для формирования планет такого типа является большое содержание углерода в протопланетном диске и малое содержание кислорода. По химическому свойству такая планета будет довольно сильно отличаться от планет земного типа, таких как Земля, Марс и Венера, которые построены преимущественно на базе кремния и кислорода, и углерода в их составе содержится не так много.

## Внутреннее строение иатмосфера

Сравнение размеров планет с различным химическим составом (см. Углеродные планеты)

Планета предположительно будет иметь железосодержащее ядро, подобно другим планетам земной группы. Основу поверхности будут составлять преимущественно карбиды кремния и титана, а также чистый углерод. Также возможно наличие областей, сплошь покрытых километрами алмазов. Атмосфера будет состоять из углеводородов и диоксида углерода. Жизнь на планете этого класса потенциально возможна, если на планете есть вода, однако формы жизни будут резко отличаться от земной в связи с малым количеством кислорода, которого будет недостаточно для формирования органических веществ земного типа.

## Распространение в галактике
Пульсар PSR 1257+12, возможно, имеет углеродные планеты, которые сформировались после взрыва Сверхновой из углеродного слоя бывшей звезды. Планеты этого типа могут находиться возле галактического ядра, где звёзды содержат много углерода.
Диаметр и масса углеродных планет не отличаются от обычных планет, содержащих преимущественно воду и соединения кремния, поэтому разделить их пока, в случае обнаружения, не представляется возможным.
В 2012 году коллектив учёных под руководством Никку Мадхусудхана (Nikku Madhusudhan) опубликовал данные, свидетельствующие о том, что возможно транзитная суперземля 55 Рака e является углеродной планетой.
В 2014 году астрономы из Йельского университета под руководством Джона Мориарти (John Moriarty) разработали модель, позволяющую оценивать состав экзопланет, основанную на изменениях с годами в составе газообразных дисков, в которых формируются планеты. Согласно их выводам, в дисках, где соотношение углерода и кислорода превышает 0,8, богатые углеродом планеты могут образовываться дальше от центра диска. Кроме того, учёные считают, что углеродные планеты могут формироваться в дисках, где соотношение углерода и кислорода достаточно низкое (0,65), но в этом случае такие планеты образуются близко к своей звезде. Соответственно, богатые углеродом планеты могут оказаться гораздо более распространённым явлением, чем считалось ранее.